# Flugplatz Mainbullau

i7
i11
i13

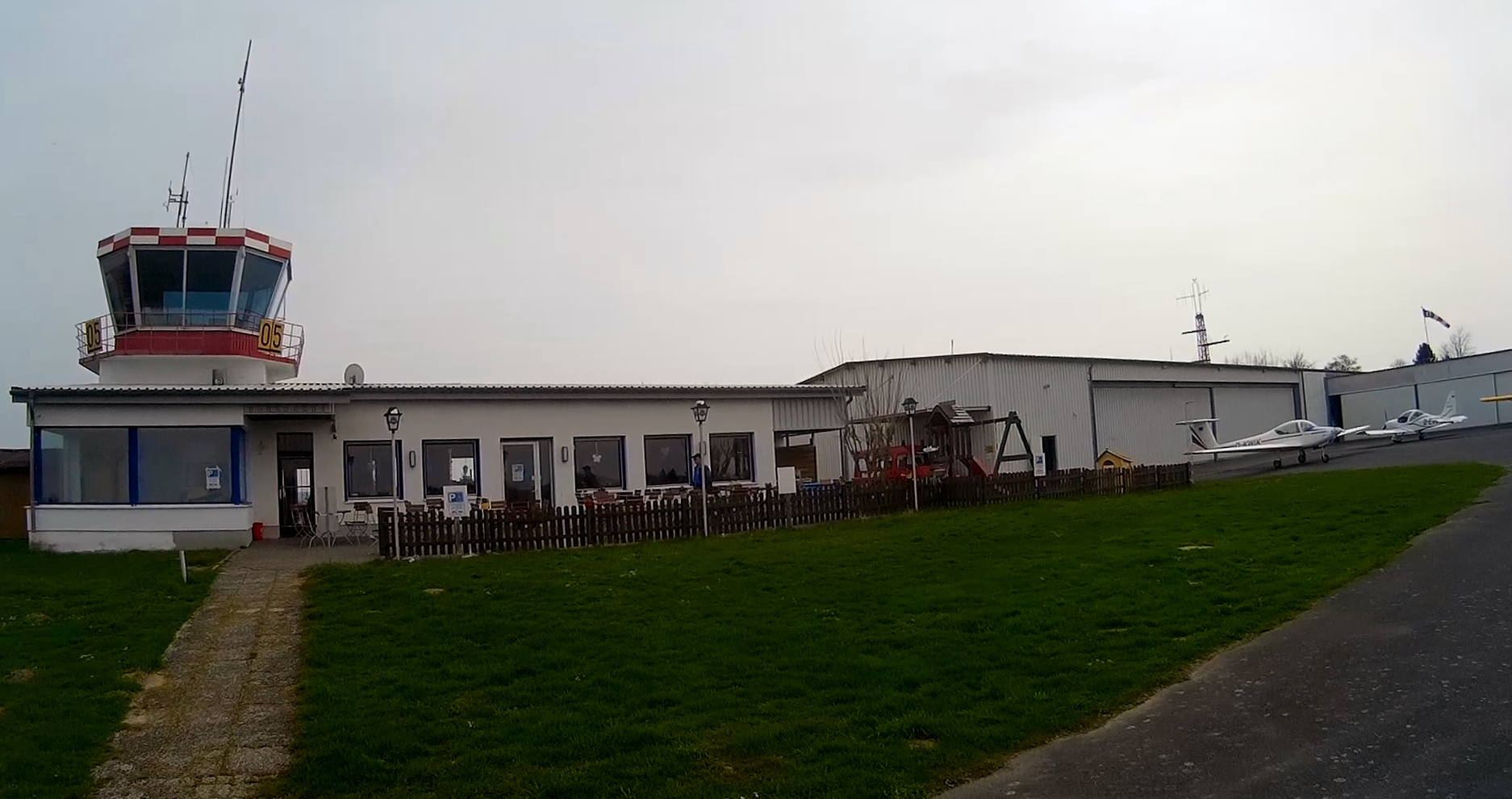
Towergebäude mit Restaurant und Hangar

Der Flugplatz Mainbullau (ICAO-Code: EDFU) ist ein bei Mainbullau, einem Stadtteil von Miltenberg in Unterfranken gelegener Verkehrslandeplatz.
Der Flugplatz ist zugelassen für Segelflugzeuge, Hubschrauber, Motorsegler, Ultraleichtflugzeuge, Fallschirmspringer und Motorflugzeuge bis 2.000 Kilogramm.
Der Flugplatz Mainbullau wird oft als Ausgangspunkt für Rundflüge zum Spessart oder über den Odenwald genutzt.

## Geschichte
Das ehemalige Segelfluggelände diente in der Vorkriegszeit als Notlandeplatz. 1957 wurden erste Flüge unternommen. Im Jahr 1960 wurden eine Asphaltbahn, Flugzeughallen und ein Tower errichtet. Der Flugplatz wurde mit einer Tankstelle ausgestattet. 
Er ist Stützpunkt der Luftrettungsstaffel Bayern.